# Bulgaro (glossatore)
Bulgaro (in latino Bulgarus; Bologna, 1085 – Bologna, 1º gennaio 1166) è stato un giurista e glossatore medievale italiano, allievo di Irnerio.

## Biografia
Non si sa molto della vita di Bulgaro. Nacque a Bologna, appartenne verosimilmente a una famiglia non nobile. Si sposò due volte, ed ebbe due figli dal primo matrimonio e nessuno dal secondo, con una vedova di nome Imelda. Fu uno dei "quattro dottori" allievi di Irnerio nello studio bolognese (gli altri tre: Martino Gosia, Jacopo e Ugo di Porta Ravegnana); narra Ottone Morena che Irnerio, sul letto di morte, avesse definito Bulgaro "os aureum" (bocca d'oro).
Martino Gosia e Bulgaro furono i capi di due opposte scuole giuridiche a Bologna, corrispondenti per molti aspetti a quelle dei Proculiani e dei Sabiniani nella Roma imperiale: Martino Gosia, caposcuola dei canonisti, sosteneva che il diritto naturale coincideva con il diritto divino, di fatto col diritto canonico; Bulgaro, caposcuola dei civilisti, negava tale coincidenza. Fra i seguaci della scuola di Bulgaro si annoverano alcuni fra i principali rappresentanti della Scuola bolognese dei glossatori, per esempio, Giovanni Bassiano, Accursio e Azzone. Bulgaro ebbe un ruolo di primo piano, assieme agli altri tre dottori, nella seconda dieta di Roncaglia (1158) allorché Federico Barbarossa li interpellò sulla questione dei diritti di regalia spettanti in Italia all'imperatore; Bulgaro si schierò in difesa dei diritti imperiali in quanto la sua teoria giuridica era fondata sul rispetto rigoroso del diritto romano.
Allo stato attuale delle conoscenze, la più importante delle sue opere di Bulgaro è De regulis juris (Intorno alle regole del diritto).
Non è noto se il famoso avvocato o le sue origini si riferiscano alla storia antica della Bulgaria.

## Opere

### Manoscritti
- Apparatus De regulis iuris, XII- XIII secolo, Città del Vaticano, Biblioteca Apostolica Vaticana, Fondo Vaticano latino, Vat. lat. 11156,  ff. 2r-142r.
  -  Apparatus De regulis iuris, XIII secolo, London, British Library, Royal MS, Royal MS 11 B XV.
  -  Apparatus De regulis iuris, XIII secolo, Frankfurt am Main, Universitätsbibliothek Johann Christian Senckenberg, Handschriften, Barthol. 127,  ff. 76r-89r.
  -  Apparatus De regulis iuris, XIII secolo, Leipzig, Universitätsbibliothek, Codices Haeneliani, Haenel 13.
  -  Apparatus De regulis iuris, XIII secolo, Città del Vaticano, Biblioteca Apostolica Vaticana, Fondo Palatino latino, Pal. lat. 678,  ff. 84-93.
  -  Apparatus ad De regulis iuris, XIII secolo, Valenciennes, Bibliothèque municipale, Fonds manuscrits, Ms. 274 (264).
  -  Apparatus de regulis iuris, XV secolo, Erlangen, Universitätsbibliothek Erlangen-Nürnberg, Handschriften, 515.
  -  Apparatus De regulis iuris, excerpta, 1140-1160, Hildesheim, Dombibliothek, Handschriften, Hs 660 (antea Beverin 14).
- Additiones Placentini, XIII secolo, Valenciennes, Bibliothèque municipale, Fonds manuscrits, Ms. 276.
- Quaestio de emphyteuticario vi expulso, Quaestiones, XII- XIII secolo, Carpentras, Bibliothèque Inguimbertine, Fonds général, MS 170 (antea 172),  ff. IIra-rb, 53va-70rb.
- Glossae ad Authenticum (pluribus auctoribus), XII- XIII secolo, München, Bayerische Staatsbibliothek, Codices latini monacenses, Clm 3509,  ff. 45-199.
  -  Glossae ad Authenticum, XIII secolo, München, Bayerische Staatsbibliothek, Codices latini monacenses, Clm 6359,  ff. 1-76.
- Glossae ad Codicem, XI- XII secolo, Berlin, Staatsbibliothek zu Berlin Preußischer Kulturbesitz, Manuscripta latina, Ms. lat. fol. 272,  ff. 5r-220r.
- Ordo iudiciarius, XII secolo, Città del Vaticano, Biblioteca Apostolica Vaticana, Fondo Vaticano latino, Vat. lat. 8782,  ff. 94va-95v.
- Versus a C. 2.13.14, Commentum De regulis iuris, XII- XIII secolo, Leipzig, Universitätsbibliothek, Handschriften, Ms 883,  f. 27rb, 199ra-201rb.
- Stemma Bulgaricum, fragm., XI- XII secolo, Città del Vaticano, Biblioteca Apostolica Vaticana, Fondo ottoboniano latino, Ottob. lat. 1492,  ff. 59r-63v.
- Casus ad C. 1.40.1, XII secolo, Firenze, Biblioteca Medicea Laurenziana, Fondo Redi, Redi 179.
- Materia Institutionum, XII- XIII secolo, London, British Library, Royal MS, Royal MS 15 B IV,  f. 104r.
  -  Materia Institutionum, XII- XIII secolo, München, Bayerische Staatsbibliothek, Codices latini monacenses, Clm 3510,  f. 78r.
  -  Materia Institutionum, XIII secolo, Praha, Knihovna pražské metropolitní kapituly, Rukopisy, J. 74,  f. 140r.